# 約翰遜鎮區 (明尼蘇達州波爾克縣)
約翰遜鎮區（英語：Johnson Township）是位於美國明尼蘇達州波爾克縣的一個行政鎮區。

## 歷史
約翰遜鎮區於1898年設立，得名自縣政府專員約翰·O·約翰遜（John O. Johnson）。

## 地方資料
約翰遜鎮區的面積為92.47平方千米，皆為陸地。根據2020年美國人口普查的數據，當地共有人口41人，而人口密度為每平方千米0.44人。